# Virtual Insanity
Virtual Insanity est une chanson du groupe de musique britannique Jamiroquai. Sortie en single en 1996, elle a ensuite été incluse dans l'album Travelling Without Moving dont il est la première piste.
La chanson a atteint la troisième place dans les charts britanniques en août 1996. Elle s'est également hissée à la 38e place sur le Billboard Modern Rock Tracks en 1997.
La particularité de ce single est qu'il contient une piste intitulée Bullet[pas clair]. On n'a jamais su qui l'a écrite ou qui a effacé les paroles de la chanson[réf. nécessaire]. De plus, cette chanson a beaucoup de similitudes avec la chanson Just Another Story présente sur l'album précédent. Certaines rumeurs disent qu'il s'agit d'une démo de Just Another Story.[réf. souhaitée]
Le clip vidéo, récompensé 4 fois au MTV Video Music Awards, obtient un grand succès. Réalisé par Jonathan Glazer et produit par Propaganda Films, il montre un plateau où Jason Kay se déplace en dansant dans une pièce virtuelle qui se déplace solidairement avec la caméra, ce qui crée l'illusion que c'est le sol qui bouge ou que lui même glisse.
La chanson est présente dans le film français Play (2019).